# Moderaterne
Umiarkowani (duń. Moderaterne) – duńska partia polityczna o profilu centrowym. Na kartach wyborczych oznaczana literą M.

## Historia
W styczniu 2021, na skutek konfliktów wewnątrz Venstre, Lars Løkke Rasmussen zrezygnował z członkostwa w tym ugrupowaniu. W tym samym roku ogłosił powołanie nowej partii pod nazwą Moderaterne.
W wyborach w 2022 formacja byłego premiera, niewchodząca w skład żadnego z głównych bloków, zajęła trzecie miejsce, otrzymując 9,3% głosów i 16 mandatów w Folketingecie. Partia dołączyła do nowej koalicji z socjaldemokratami i Venstre, współtworząc w tymże roku drugi rząd Mette Frederiksen.